# White Rovers Paris
Die White Rovers waren ein von britischen Staatsangehörigen 1891 in Paris gegründeter Fußballverein. Er zählt zu den ältesten Klubs, die dort die Assoziationsvariante dieses Ballspiels praktizierten; sein 10:1-Sieg am 1. März 1892 gegen den International Athletic Club ist das älteste überlieferte Fußballspiel in Frankreich.

## Geschichte

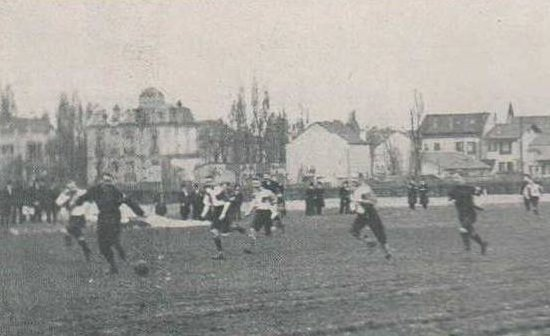
Spielszene aus dem 1898er Match der White Rovers gegen die deutsche Auswahl

Von den Gründern namentlich bekannt sind Jack Wood, der kurz zuvor aus beruflichen Gründen nach Frankreich gekommen war und schon in England Fußball gespielt hatte, außerdem sein Bruder Tom sowie zwei Schotten namens McBain und McQueen. Der Klub stand Interessierten aller Nationalitäten offen, hatte aber hauptsächlich Briten und Amerikaner als Mitglieder.
Die Rovers (oder „Routiers“ auf Französisch) hatten zunächst keinen französischen Gegner zu fürchten; neben dem eingangs erwähnten Kantersieg gelang ihnen 1892 auch noch ein 5:1 gegen Standard AC sowie im Januar 1893 ein 3:2 über den Club Français, über das sogar die deutsche Zeitschrift Spiel und Sport ausführlich berichtete. Zu Ostern 1893 luden sie den Marylebone F.C. aus London nach Paris ein und unterlagen diesem mit 1:3, während eine Pariser Auswahl mit 0:3 und der Standard AC gar 0:7 gegen den englischen Amateurklub verlor. Im Januar 1894 wurden die White Rovers vom ältesten französischen Fußballverband, der Union des sociétés françaises de sports athlétiques (USFSA), aufgenommen und nahmen im selben Jahr an dessen erster Landesmeisterschaft teil, die sich in diesen „Kinderjahren des Fußballs“ allerdings noch auf Paris und sein Umland beschränkte. Nach einem 11:0 gegen den CA Neuilly und einem überraschend mageren 1:0 gegen den Club Français kam es Ende April 1894 im Finale zum Treffen gegen den Standard AC. Zum ersten Mal konnten die Rovers einen inländischen Gegner nicht besiegen (2:2 nach Verlängerung), und so einigten sich die beiden Klubs auf ein Wiederholungsspiel am 5. Mai. In beiden Teams standen je zehn Engländer und ein Franzose auf dem Platz – und diesmal endete das Spiel um die Coupe Gordon Bennett, benannt nach dem Stifter des Pokals, dem Herausgeber des New York Herald, sogar mit einer 0:2-Niederlage der Routiers.

Deren Aufstellung ist überliefert: Thomas; Cotton, Cox; Pullar, Exell, Gamay; Wilson, Pares, J. Wood, Young, F. Roques.
1895 qualifizierten sich die White Rovers nach Siegen über Paris Star (8:1) und Club Français (2:1 nach Verlängerung) erneut für das Finale und verloren es, wiederum gegen Standard AC, mit 1:3.
Ab 1896 wurde die Meisterschaft in einer einfachen Punkterunde ausgetragen, die immer noch auf die Region Paris beschränkt war; sieben ihrer acht Begegnungen gewannen die Rovers, kamen dabei auf ein Torverhältnis von 35:2 – lediglich gegen den Club Français setzte es eine Niederlage, mit 1:4 auch recht deutlich, so dass zum dritten Mal nacheinander nur die Vizemeisterschaft für den Klub heraussprang. Ein Jahr später standen die Routiers am Ende punktgleich mit Standard AC an der Tabellenspitze, und da das Torverhältnis seinerzeit nicht zählte, kam es zu einem Entscheidungsspiel der beiden Teams. Das Punktspiel hatten die White Rovers gegen den Konkurrenten noch gewonnen, aber als es um die Meisterschaft ging, mussten sie sich mit 2:3 geschlagen geben und standen zum vierten Mal in Folge mit leeren Händen da.
1898 – zahlreiche Spieler waren inzwischen nach Großbritannien oder in die USA zurückgekehrt – landete der Klub mit 0:30 Toren und 0:20 Punkten abgeschlagen auf dem letzten Platz der höchsten Pariser Liga; eingedenk seiner Tradition und Erfolge musste er dennoch nicht absteigen, aber er brachte 1899 keine Mannschaft mehr zusammen und löste sich noch im selben Jahr auf. Am 12. Dezember 1898 verlor das Team gegen eine deutsche Auswahl in Paris mit 0:7 – diese Begegnung war das erste der sogenannten deutschen Ur-Länderspiele.

## Spielstätte
Die White Rovers betrieben ihren Sport auf einem Gelände, das der Eisenbahngesellschaft Chemins de fer de l’Ouest gehörte und in der Nähe des Bahnhofs Bécon-les-Bruyères im westlichen Pariser Vorort Courbevoie lag.

## Belege und Anmerkungen
1. ↑  Artikel „Pariser Brief“ vom 14. Januar 1893, S. 11f. (als Scan auf der Seite der Universitäts- und Landesbibliothek Münster)